# Les Maîtres sonneurs
Les Maîtres sonneurs est un roman historique de George Sand, publié en juillet 1853. Le récit se passe entre Berry et Bourbonnais  (entre Nohant - Saint-Chartier dans l'actuel département de l'Indre, et Chambérat, aujourd'hui dans l'Allier). Il raconte la vie des « cornemuseux », à la fin du XVIIIe siècle, dans le Berry et le Bourbonnais.

## Résumé
Le roman se divise en trente-deux veillées, où le narrateur Étienne Depardieu, dit Tiennet, raconte sa vie auprès de sa cousine Brulette, de leur ami Joseph vivant dans le Berry. Le dit Joseph rencontrera des maitres de la cornemuse du Bourbonnais qui lui transmettront le savoir de « musiquer ».

## Histoire éditoriale
L'œuvre est d'abord parue en feuilleton dans Le Constitutionnel en juin et juillet 1853, avant de paraître sous forme de livre en quatre volumes à Paris, chez A. Cadot éditeur, la même année.

## Postérité

### Musique
Charles Koechlin compose en 1942 une Suite pour cor anglais seul « en marge des Maîtres sonneurs ».

### Valorisation patrimoniale
Un sentier de grande randonnée de pays a été mis en place sur le territoire concerné par l'intrigue, « Sur les pas des maîtres sonneurs ».